# U-267
Unterseeboot 267 foi um submarino alemão do Tipo VIIC, pertencente a Kriegsmarine que atuou durante a Segunda Guerra Mundial.

## Comandantes
| Comandante             | Data                                         |
| ---------------------- | -------------------------------------------- |
| Kptlt. Otto Tinschert  | 11 de julho de 1942 - 13 de julho de 1943    |
| Ernst von Witzendorff  | 14 de julho de 1943 - 26 de novembro de 1943 |
| Kptlt. Otto Tinschert  | 27 de novembro de 1943 - 6 de julho de 1944  |
| Oblt. Bernhard Knieper | 7 de julho de 1944 - 4 de maio de 1945       |

## Subordinação
Durante o seu tempo de serviço, esteve subordinado às seguintes flotilhas:
| Período                                       | Flotilha                                  |
| --------------------------------------------- | ----------------------------------------- |
| 11 de julho de 1942 - 31 de janeiro de 1943   | 8. Unterseebootsflottille (treinamento)   |
| 1 de fevereiro de 1943 - 1 de outubro de 1944 | 7. Unterseebootsflottille (serviço ativo) |
| 1 de outubro de 1944 - 4 de maio de 1945 3    | 3. Unterseebootsflottille (serviço ativo) |

## Operações conjuntas de ataque
O U-267 participou das seguinte operações de ataque combinado durante a sua carreira:
- Rudeltaktik Landsknecht (19 de janeiro de 1943 - 28 de janeiro de 1943)
- Rudeltaktik Pfeil (1 de fevereiro de 1943 - 7 de fevereiro de 1943)
- Rudeltaktik sem nome (27 de março de 1943 - 30 de março de 1943)
- Rudeltaktik Adler (7 de abril de 1943 - 13 de abril de 1943)
- Rudeltaktik Meise (13 de abril de 1943 - 27 de abril de 1943)
- Rudeltaktik Amsel (2 de maio de 1943 - 3 de maio de 1943)
- Rudeltaktik Amsel 1 (4 de maio de 1943 - 6 de maio de 1943)
- Rudeltaktik Elbe (7 de maio de 1943 - 10 de maio de 1943)
- Rudeltaktik Elbe 1 (10 de maio de 1943 - 14 de maio de 1943)
- Rudeltaktik Schlieffen (14 de outubro de 1943 - 22 de outubro de 1943)
- Rudeltaktik Siegfried (22 de outubro de 1943 - 27 de outubro de 1943)
- Rudeltaktik Siegfried 2 (27 de outubro de 1943 - 30 de outubro de 1943)
- Rudeltaktik Körner (30 de outubro de 1943 - 2 de novembro de 1943)
- Rudeltaktik Tirpitz 1 (2 de novembro de 1943 - 8 de novembro de 1943)
- Rudeltaktik Eisenhart 9 (9 de novembro de 1943 - 11 de novembro de 1943)
- Rudeltaktik Preussen (7 de março de 1944 - 22 de março de 1944)